# The Door to Doom
The Door to Doom (рус. Дверь к Року) — двенадцатый студийный альбом шведской дум-метал-группы Candlemass. Это первый альбом с Йоханом Ланквистом на вокале со времен выхода Epicus Doomicus Metallicus. Журнал Loudwire назвал его одним из 50-ти лучших метал-альбомов 2019 года.

## Список композиций
Слова и музыка всех песен — написаны Лейфом Эдлингом.
| №                   | Название                        | Длительность |
| ------------------- | ------------------------------- | ------------ |
| 1.                  | «Splendor Demon Majesty»        | 5:29         |
| 2.                  | «Under the Ocean»               | 6:12         |
| 3.                  | «Astorolus - The Great Octopus» | 6:42         |
| 4.                  | «Bridge of the Blind»           | 3:43         |
| 5.                  | «Death's Wheel»                 | 6:50         |
| 6.                  | «Black Trinity»                 | 6:05         |
| 7.                  | «House of Doom»                 | 6:26         |
| 8.                  | «The Omega Circle»              | 7:16         |
| Общая длительность: | Общая длительность:             | 48:48        |

| №                   | Название                           | Длительность |
| ------------------- | ---------------------------------- | ------------ |
| 9.                  | «House of Doom» (original version) | 6:21         |
| 10.                 | «Flowers of Deception»             | 6:10         |
| 11.                 | «Fortune Teller»                   | 3:12         |
| 12.                 | «Dolls on the Wall»                | 3:55         |
| Общая длительность: | Общая длительность:                | 19:38        |

## Участники записи
| - Лейф Эдлинг – бас-гитара - Матс «Маппэ» Бьоркман – ритм-гитара - Ларс Юханссон – гитара - Ян Линд – ударные - Йохан Ланквист – вокал | - Тони Айомми — гитарное соло в «Astorolus - The Great Octopus» - Дженни-Энн Смит — бэк-вокал - Матс Левен — бэк-вокал - Стефан Бергрен — бэк-вокал - Рикард Нильсон — клавишные (треки 1, 3, 4) - Карл Уэстхолм — меллотрон (трек 4) - Андрес Йоханссон — ударные в аутро (трек 8) - Майкл Блэйр — перкуссия | - Маркус Джиделл — продюсер, запись - Никлас Фликт — микширование - Сванте Форсбэк — мастеринг - Эрик Рованперя — дизайн обложки - Беатрис Эдлинг — макет - Кинан Фэхэм — фотографии |

## Чарты
| Чарт (2019)                                   | Высшая позиция |
| --------------------------------------------- | -------------- |
| Austrian Albums (Ö3 Austria)                  | 54             |
| Belgian Albums (Фландрия) (Ultratop Flanders) | 87             |
| Belgian Albums (Валлония) (Ultratop Wallonia) | 182            |
| German Albums (Offizielle Top 100)            | 18             |
| Scottish Albums (OCC)                         | 69             |
| Swedish Albums (Sverigetopplistan)            | 13             |
| Swiss Albums (Schweizer Hitparade)            | 29             |